# Carbolineum

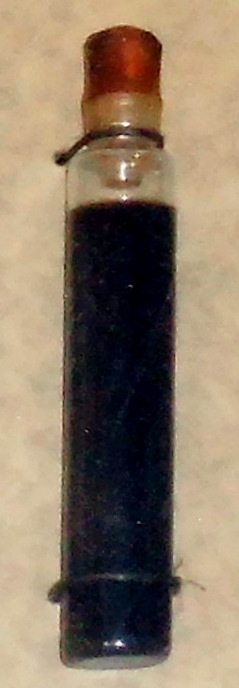
Carbo-
lineum

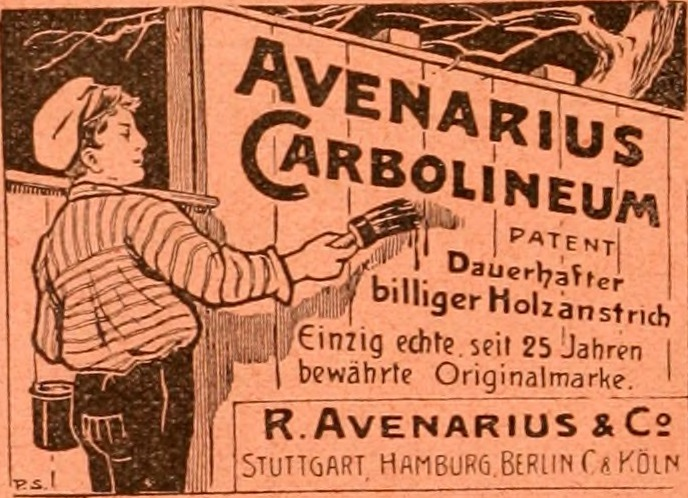
Duitse advertentie voor carbolineum (1902)

Carbolineum (Latijn: carbo = kool en oleum = olie), vaak aangeduid als creosootolie, teerolie en carbo(l) en foutief ook vaak als 'carboleum', is een dun stroperige, roodbruine vloeistof die wordt verkregen door middel van destillatie van steenkoolteer. Het klassieke houtverduurzamingsmiddel is vanaf het einde van de 20ste eeuw in veel Europese landen verboden vanwege de risico's voor de gezondheid.

## Eigenschappen
Carbolineum bevat teer, derivaten van naftaleen, antraceen, fenol en polycyclische aromatische koolwaterstoffen (PAK’s) die bij langdurige blootstelling blaas- en huidkanker kunnen veroorzaken. Bij gebruik komen ook vluchtige organische stoffen (VOS) vrij, die schade aan de luchtwegen kunnen veroorzaken. Bij aanraking kan het brandwonden veroorzaken en onder invloed van zonlicht kunnen pijnlijke fototoxische zwellingen optreden. Het is brandbaar en mengt niet met water. De geur, die lijkt op die van teer, wordt meestal als onprettig ervaren.

## Toepassing
De stof werd gebruikt als insecticide en om hout te beschermen tegen schimmels en rot. Sinds de opkomst van synthetische alternatieven wordt het gebruik ervan door velen vanwege de grote gezondheidsrisico's niet langer verantwoord geacht. In Duitsland werd het middel in 1991 verboden, in Nederland in 2001. Ook in België is de verkoop verboden. Particulieren die nog carbo in de kast hebben staan, wordt aangeraden het product niet te gebruiken. Het milieupark en verwerkers van klein chemisch afval nemen oude voorraden in ontvangst.
De toepassing behelsde het insmeren van het houten oppervlak met een stevige kwast, in tegenstelling tot creosoot, dat werd geïmpregneerd. De behandeling werd herhaald tot het materiaal verzadigd was. Het voorwerp was dan voor vele jaren beschermd. Voordeel was dat er geen voorbereidingen nodig waren, zoals ontvetten of schuren, het kon direct aangebracht worden. Muren van schuren, schuttingen, spoorbielzen, telegraaf- en vlaggenmasten werden ermee verduurzaamd. De carbolineum kleurt het hout helder- tot donkerbruin. In de open lucht treedt een donkere verkleuring op, waardoor een object na verloop van tijd een zwart uiterlijk krijgt. Soms werd er ook wat koolteer door de carbolineum gemengd, om een zwartere kleur te krijgen.

## Vlekken
Vlekken van carbolineum op kleding worden schoongemaakt door de plek in te wrijven met petroleum. Weefsels die gekookt kunnen worden, worden daarna uitgekookt in een gewoon sopje. Gevoeliger materialen die geen hoge temperaturen kunnen verdragen zoals zijde, wol en kunststofvezels worden nagespoeld met lauw water en zeep.

## Creosoot
Creosoot is een ander steenkoolteerdistillaat met een vergelijkbare samenstelling en dezelfde toepassingen. De afzetting van teer in een rookkanaal is ook creosoot.